# Iwan Karpow
Iwan Prokofjewicz Karpow (ros. Иван Прокофьевич Карпов, ur. 1904 we wsi Podlesje k. Gdowa, zm. w październiku 1977 w Moskwie) – szef KGB Estońskiej SRR (1954-1961).

## Życiorys
Urodzony w rosyjskiej rodzinie chłopskiej, od maja 1921 mieszkał w Piotrogrodzie, pracował w miejscowym oddziale gospodarki komunalnej i w fabryce, w lipcu 1931 przyjęty do WKP(b). Od września 1934 studiował w Instytucie Prawa Sowieckiego, po ukończeniu 3 semestrów w grudniu 1935 wstąpił do NKWD, od czerwca 1937 pełnomocnik operacyjny Zarządu NKWD obwodzie leningradzkim, od października 1938 szef rejonowego oddziału NKWD Zarządu NKWD obwodu leningradzkiego, od 27 kwietnia 1939 porucznik, a od 17 września 1941 starszy porucznik bezpieczeństwa państwowego. Od 11 lutego 1943 major bezpieczeństwa państwowego, od 16 czerwca 1943 do 16 marca 1953 zastępca szefa Zarządu NKWD/MWD obwodu archangielskiego, 19 kwietnia 1944 awansowany na podpułkownika bezpieczeństwa państwowego, od 20 stycznia do 27 marca 1954 zastępca ministra spraw wewnętrznych Estońskiej SRR. Od 17 marca 1954 do 27 czerwca 1961 pierwszy przewodniczący KGB przy Radzie Ministrów Estońskiej SRR, pułkownik, w lutym 1962 zwolniony z KGB, został szefem wydziału kadr zarządu przemysłu rybnego Sownarchozu Estońskiej SRR, później inspektorem Zarządu Transportu Rolniczego Ministerstwa Przemysłu Samochodowego i Dróg Szosowych Estońskiej SRR. Od marca 1964 ponownie w Leningradzie, od czerwca 1966 w Moskwie.
Odznaczony Orderem Czerwonej Gwiazdy (1 czerwca 1951), dwoma Orderam „Znak Honoru” (18 maja 1942 i 20 września 1943) i 11 medalami.